# Асан Балар
Асан Балар (на гръцки: Ξηρόχωμα, Ксирохома, до 1927 година Ασάν Μπαλάρ, Асан Балар) е бивше село в Гърция, част от дем Доксат на област Източна Македония и Тракия.

## География
Селото се е намирало в Драмското поле, до Органджи (Кирия).

## История
След изселването на малобройните жители турци в средата на 20-те години, в селото са заселени няколко семейства гърци бежанци. В 1927 година името на селото е сменено на Ксирохома. По-късно е присъединено към Кирия.